# Calonico

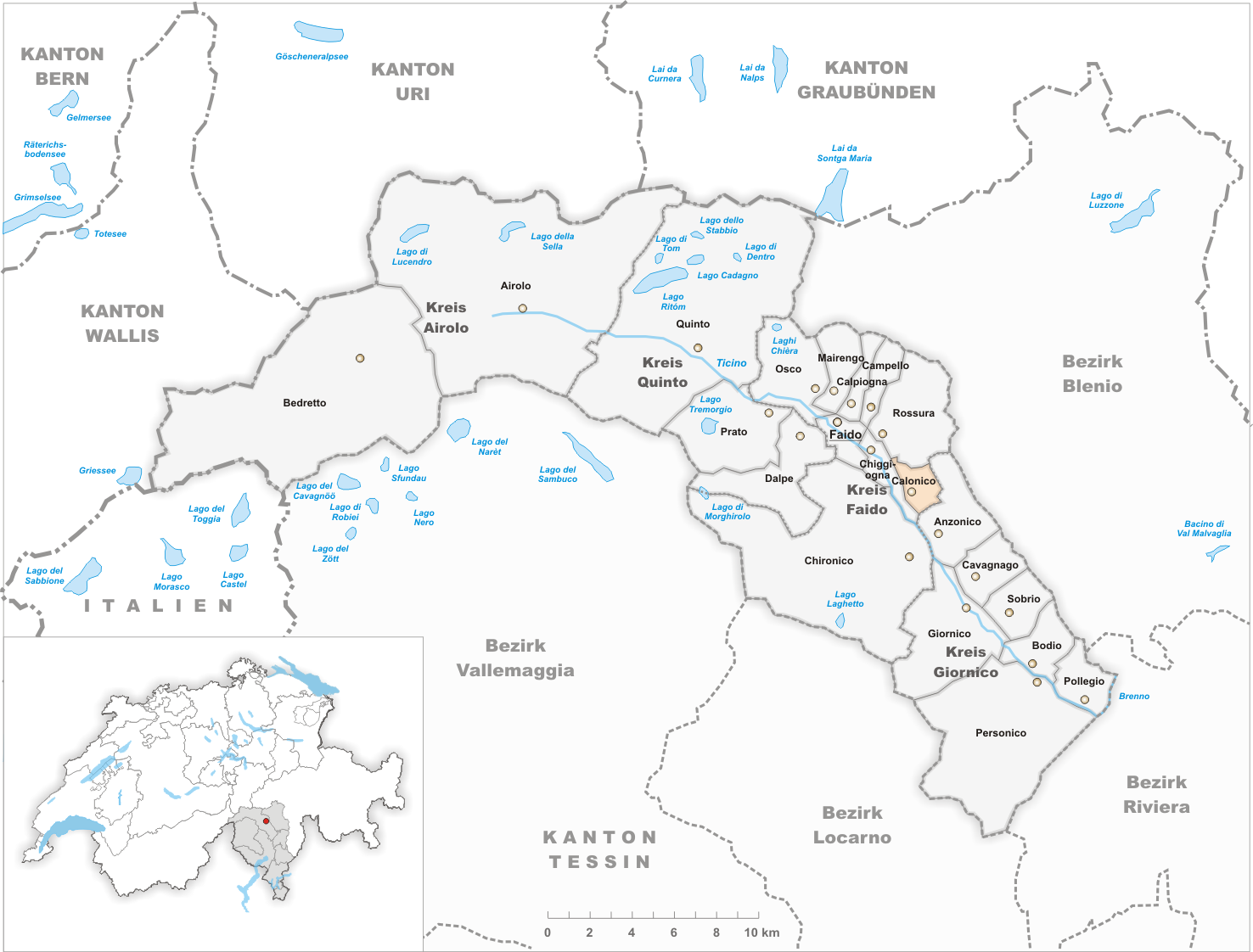
Gemeindestand vor der Fusion am 28. Januar 2006

Luftbild (1954)

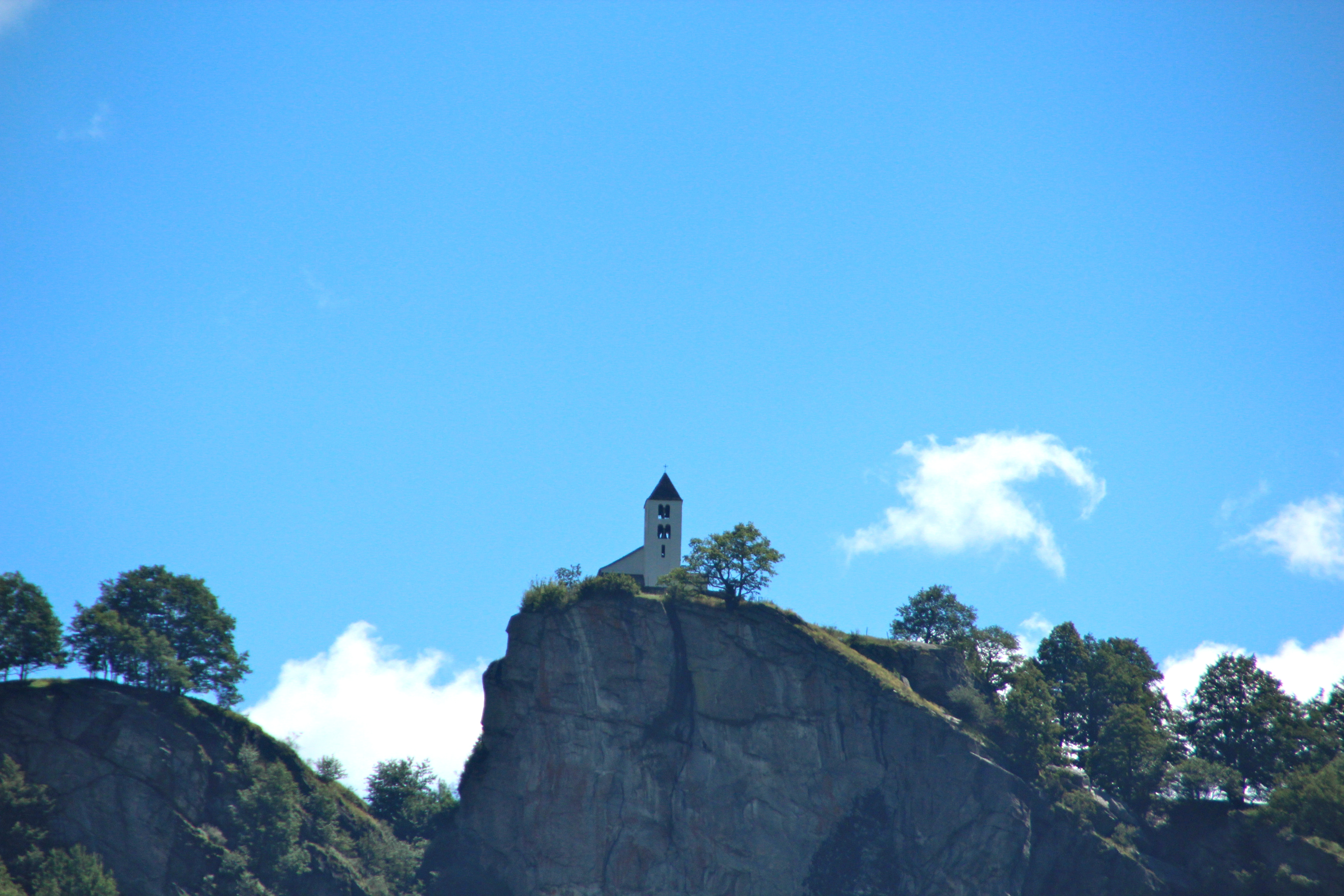
Kirche San Martino

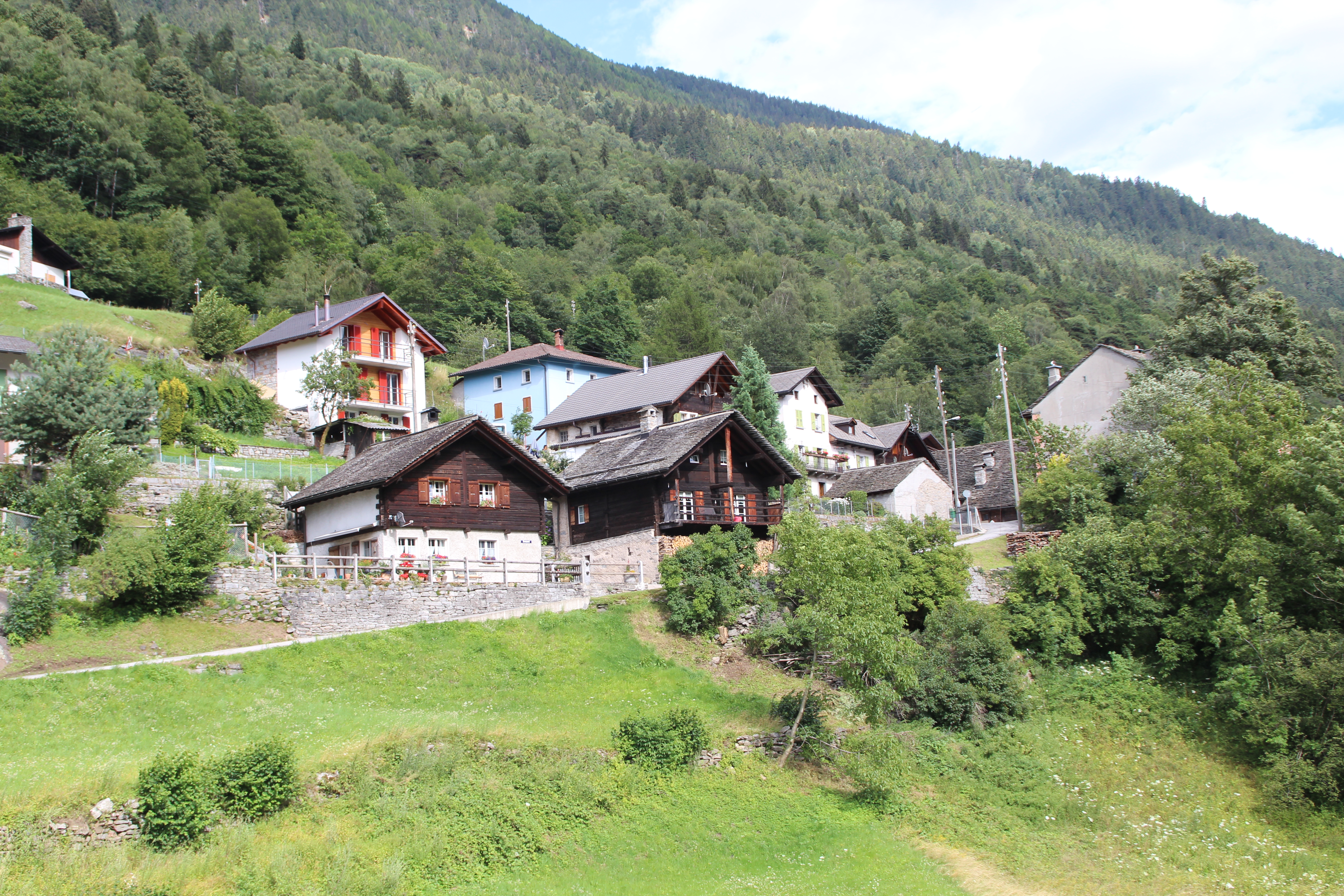
Calonico

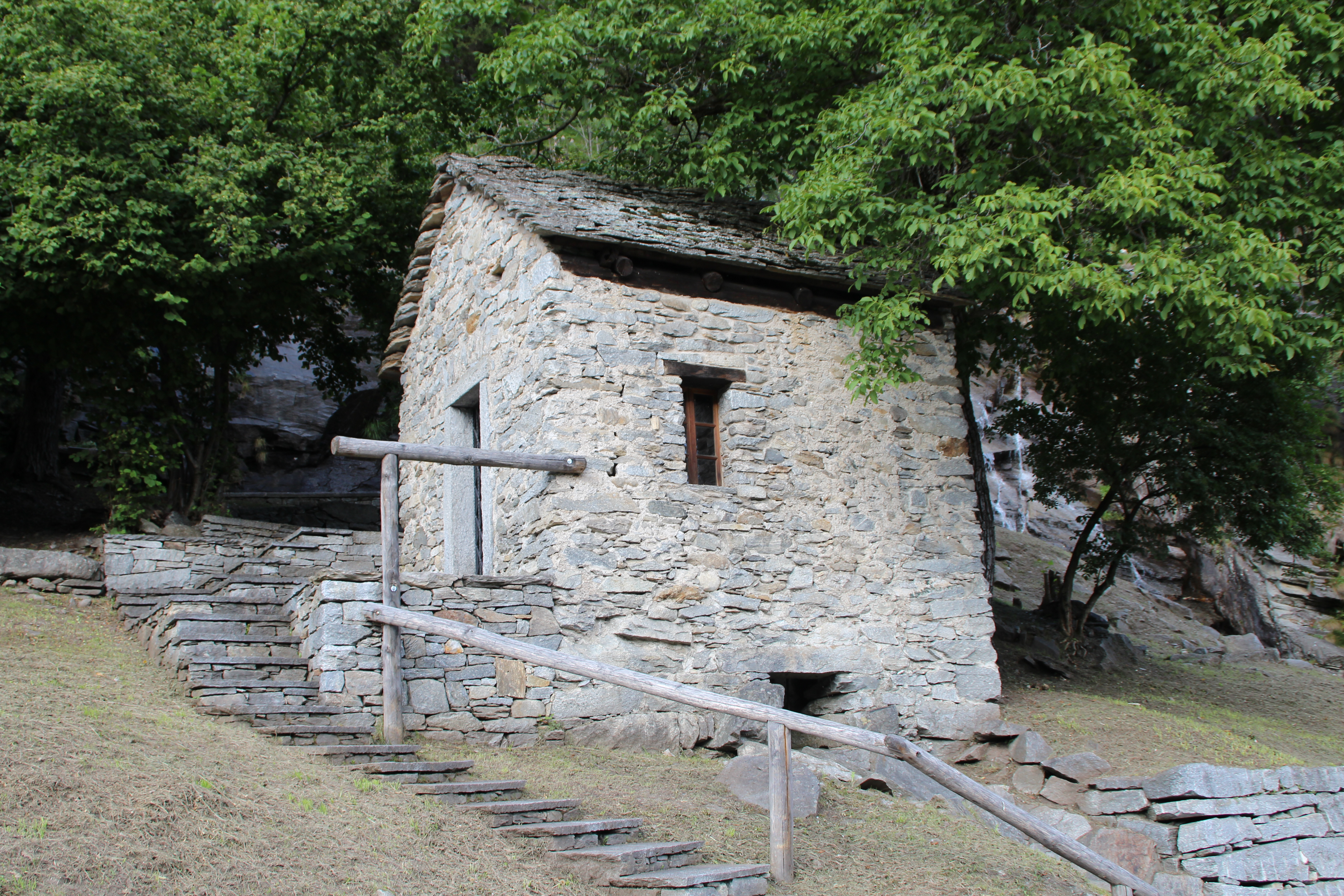
Alte Mühle

Calonico war eine politische Gemeinde im Kreis Faido im Bezirk Leventina des Kantons Tessin in der Schweiz. Seit dem 29. Januar 2006 gehört sie zur politischen Gemeinde Faido.

## Geographie
Das Dorf liegt am linken Hang der Valle Leventina auf 965 m ü. M. auf einer sonnigen Terrasse eineinhalb Kilometer entfernt zur Station Lavorgo der Gotthardbahn und an der Strada Alta. Ausserhalb des Dorfes auf einem Felsenvorsprung steht die Pfarrkirche San Martino. Aufgrund dieser Lage dominiert sie die ganze mittlere Leventina, von der Terrasse mit Chironico bis hinauf nach Faido.
Calonico ist von Lavorgo her durch eine fünf Kilometer lange Bergstrasse erreichbar, die von der Hauptstrasse 2 abzweigt. Zusammen mit Anzonico, Cavagnago und Sobrio bildet Calonico die so genannte Traversa.

## Geschichte
Das Dorf wurde 1227 als Callonego erstmals erwähnt; es war, wahrscheinlich zusammen mit Lavorgo, eine der fünf Degagne der Nachbarschaft Chiggiogna und gehörte zur Pfarrei Chiggiogna, von der es sich 1602 abspaltete. Die seit 1300 nachgewiesene Pfarrkirche San Martino wurde abseits vom Dorf in malerischer Lage auf einem die mittlere Leventina beherrschenden Felsvorsprung erbaut. 1834 hatte das Dorf unter dem Sturm vom 27. August zu leiden.
In einer Volksabstimmung im März 2004 haben die Bürger der kleinen Gemeinde Calonico die Gemeindefusion mit Faido, Osco, Mairengo, Calpiogna, Campello, Rossura, Anzonico, Chiggiogna, Cavagnago und Sobrio verworfen. Trotz des negativen Volksentscheids entschied sich die Gemeindeverwaltung im Frühjahr 2005, der neuen Gemeinde Faido beizutreten. Am 5. Juni 2005 wurde die neue Fusionsvorlage in einer Volksabstimmung angenommen. Calonico bildet aber nach wie vor eine eigenständige Bürgergemeinde.

## Bevölkerung
Einwohnerzahlen: Volkszählungsdaten
Die Gemeinde Calonico zählte am 31. Dezember 2005 57 Einwohner und war finanziell vom Kanton abhängig.

## Sehenswürdigkeiten
Das Dorfbild ist im Inventar der schützenswerten Ortsbilder der Schweiz (ISOS) als schützenswertes Ortsbild der Schweiz von nationaler Bedeutung eingestuft.
- Pfarrkirche San Martino[7][8]
- Oratorium San Giovanni Battista, erbaut 1641–1642, mit Fresken[7][9]
- Wohnhaus Regina, aus Holz, erbaut 1684[7]
- Alte Mühle, 18. Jahrhundert.[7] Sie wurde renoviert und kann besichtigt werden.